# Dave Wottle
Dave Wottle (eigentlich David James Wottle; * 7. August 1950 in Canton, Ohio) ist ein ehemaliger US-amerikanischer Mittelstreckenläufer und Olympiasieger über 800 Meter.

## Leben
Als Student der Bowling Green State University in Ohio gewann Wottle 1970 die Silbermedaille über 800 Meter bei den NCAA-Meisterschaften. Im folgenden Jahr musste er wegen mehrerer Verletzungen pausieren, gewann aber dann über 1500 Meter bei den NCAA-Meisterschaften. Über 800 Meter wurde er US-Meister und stellte dabei den Weltrekord ein. Bei den Olympischen Spielen 1972 in München gewann er über 800 Meter die Goldmedaille vor Jewgeni Arschanow aus der Sowjetunion und dem Kenianer Mike Boit; nach 400 Meter lag er noch an letzter Position, überholte dann aber in der letzten Runde das gesamte Feld. Wottle nahm auch am 1500-Meter-Lauf teil, konnte sich aber nicht für den Finallauf qualifizieren.
Da er seine Wettkämpfe oft nach dieser besonderen Art für sich entscheiden konnte, spricht man heute noch von der Dave-Wottle-Strategie, wenn ein Läufer die ersten 200 Meter verhalten angeht, um danach an das Feld heranzulaufen und es schließlich zu überrumpeln. Somit absolviert der Kandidat normalerweise zwei gleich schnelle Runden. Wottles Markenzeichen war das Tragen einer alten Golferkappe während der Teilnahme an Wettkämpfen.
1973 gewann er die NCAA-Meisterschaften im Meilenlauf. Anschließend schloss er an der Bowling Green State sein Studium 1973 mit einem Bachelor of Science mit Geschichte als Hauptfach ab. 1974 wurde er Profiläufer bei der International Track Association. Von 1975 bis 1977 war er Leichtathletiktrainer des Walsh College und von 1977 bis 1981 des Bethany College (West Virginia). In der Folge ging er in die Universitätsverwaltung des Rhodes College in Memphis, Tennessee, wo er bis zu seinem Ruhestand 2012 blieb. Hier war er als Dekan zuständig für Stipendien und Zulassungsfragen, ehe er in seinem letzten Jahr der Assistent des Universitätspräsidenten war. 2013 war er Interimsvizepräsident des Millsaps College zuständig für Zulassungen. 2013 hatte er dieselbe Position an der Ohio Wesleyan University in Delaware, Ohio. Der Weg vom Trainer in die Hochschulverwaltung ist durch die Integration des Spitzensports in den Hochschulsport in den USA durchaus üblich.

## Persönliche Bestzeiten
- 800 m: 1:44,3 min, 1. Juli 1972, Eugene
- 1500 m: 3:36,2 min, 28. Juni 1973, Helsinki
- 1 Meile: 3:53,3 min, 20. Juni 1973, Eugene